# Nelson-Nunatak
Der Nelson-Nunatak ist ein größtenteils vereister Nunatak im ostantarktischen Viktorialand. In den Victory Mountains ragt er inmitten des Hand-Gletschers auf.
Der United States Geological Survey kartierte ihn anhand eigener Vermessungen und Luftaufnahmen der United States Navy aus den Jahren von 1960 bis 1964. Das Advisory Committee on Antarctic Names benannte ihn 1970 nach Thomas R. Nelson, Baumechaniker auf der McMurdo-Station im Jahr 1967.